# Lovers Rail

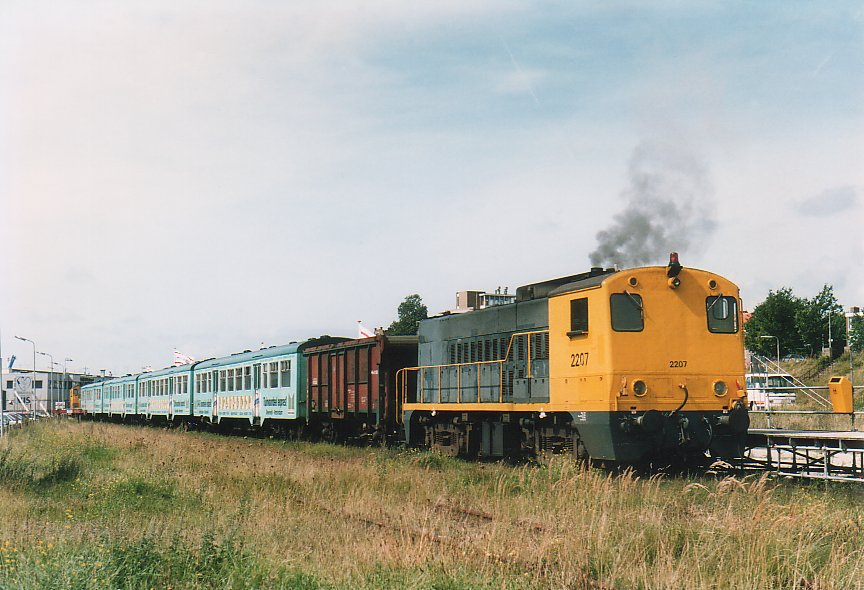
Lovers Rail Kennemerstrand Expres te IJmuiden.

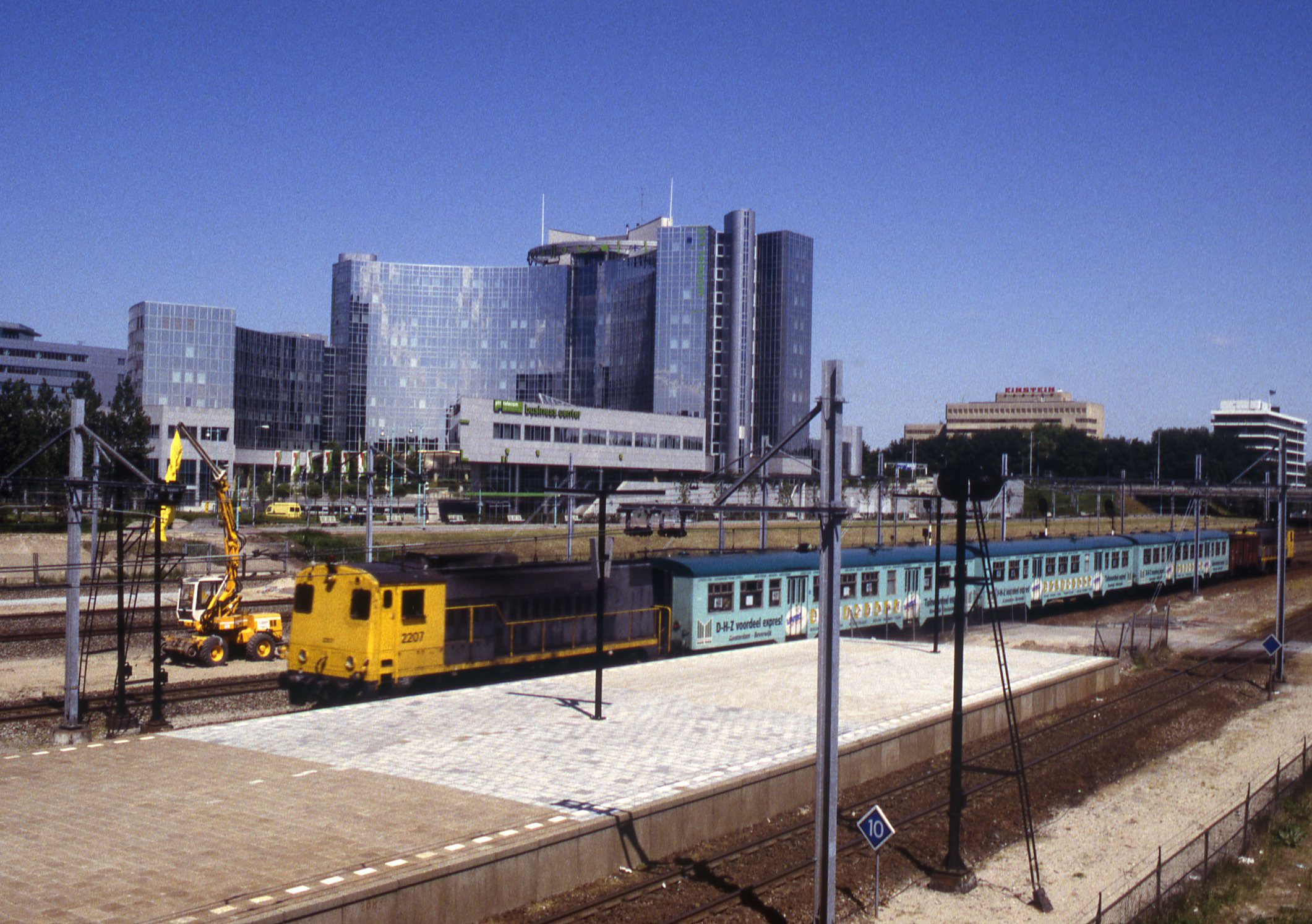
Lovers Rail Kennemerstrand Expres te Amsterdam Sloterdijk.

Lovers Rail was de eerste concurrerende personenvervoerder per spoor in Nederland na de liberalisering van de spoorwegen in Nederland in de jaren 1990. Lovers Rail was een onderdeel van Lovers, een bedrijf dat rondvaartboten exploiteert in de Amsterdamse en Utrechtse grachten. Het bedrijf wilde de concurrentie aangaan met de Nederlandse Spoorwegen. Directeur was Peter Sul.

## Opkomst
Vanaf 11 augustus 1996 exploiteerde Lovers Rail op de IJmondlijn tussen Amsterdam Centraal en IJmuiden de Kennemerstrand Expres. Lovers Rail huurde hiervoor van NS Cargo twee diesellocomotieven serie 2200 (afwisselend o.a. 2202, 2207, 2211 en 2215) en kocht vier oude M2-rijtuigen van de NMBS. Daarmee keerden de reizigerstreinen in IJmuiden na 13 jaar weer terug. Lovers Rail exploiteerde ook de Keukenhof Expres tussen Amsterdam Centraal en Lisse.

## Optio
Om de concurrentiestrijd met de NS daadwerkelijk te kunnen aangaan zocht Lovers Rail een grote investeerder. CGEA, later Connex (thans Veolia Transport), een grote internationale onderneming, nam in de zomer van 1997 een belang van 70% in Lovers Rail. Het bedrijf kreeg van de rijksoverheid bovendien toestemming voor het rijden op de trajecten Amsterdam Centraal – Haarlem, Utrecht Centraal – Hilversum en Den Haag Centraal – Leiden Centraal. Op Den Haag – Leiden heeft Lovers nooit gereden en tussen Utrecht en Hilversum heeft Lovers op 3 juli 1999 alleen een paar slagen als proefrit gereden.
Tussen Amsterdam Centraal en Haarlem ging Lovers Rail rijden met het treinconcept Optio. De Optio was een luxe treinverbinding met onder andere een barrijtuig en televisies en kranten in de coupés. Met deze extra service (en een iets lagere prijs) wilde Lovers Rail de forens uit de NS-treinen lokken. Deze trein bestond uit vier gemoderniseerde M2-rijtuigen en twee meerspanningslocs reeks 25.5 van de NMBS.

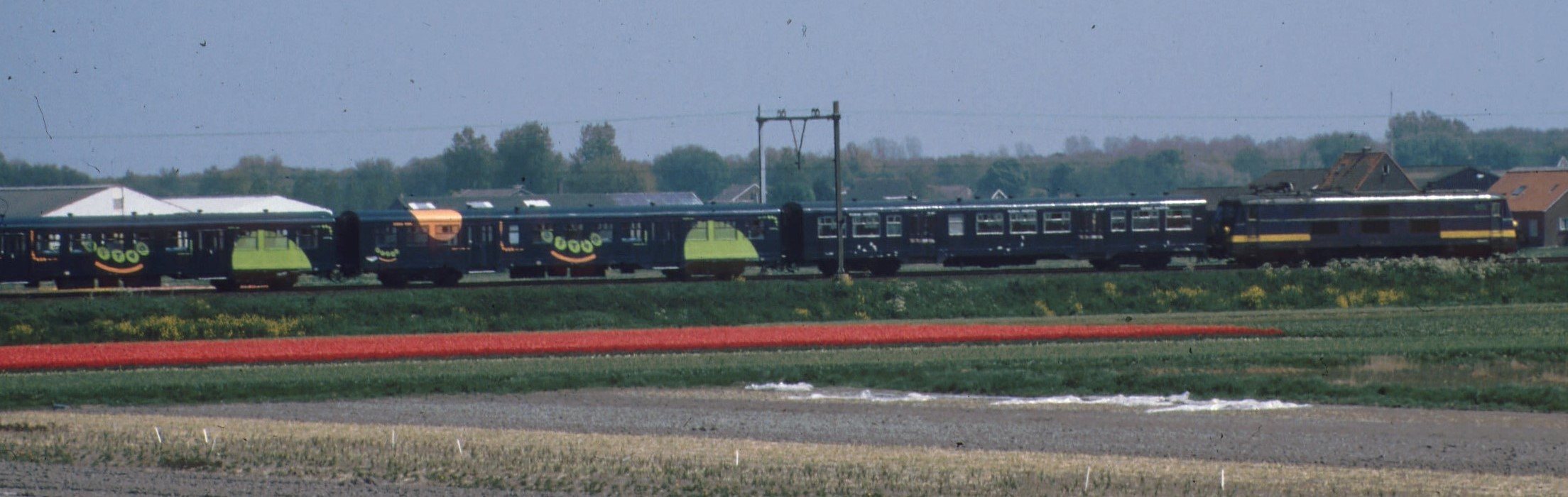
Lovers Rail Optio in Hillegom

## Ondergang
De Optio was, net als de andere treindiensten van Lovers Rail, geen commercieel succes. De Kennemerstrand Express verdween op 30 september 1998. Er waren te weinig passagiers en er kwam concurrentie met de komst van de Fast Flying Ferry. CGEA nam de touwtjes strakker in handen en ontsloeg directeur Sul in december 1998.
Op 14 september 1999 staakte moederbedrijf CGEA de activiteiten van Lovers Rail. Lovers, dat zelf nog 30% aandeel had, besloot daarna zich nog alleen maar bezig te houden met zijn rederij. De Optio (Amsterdam – Haarlem v.v.) werd per direct gestopt. CGEA stak een beschuldigende vinger naar de NS uit, omdat dat bedrijf elke tariefsamenwerking met Lovers Rail had geweigerd. CGEA kreeg ook geen medewerking om met treinen te kunnen rijden doordat het landelijk spoorwegnet en de cabine-instrumenten voor de beveiliging van de locomotieven en treinstellen nog in handen was van de NS. Uiteindelijk keerde CGEA inmiddels onder de nieuwe naam Connex terug op de Nederlandse markt door overname van de BBA, Limex en Stadsbus Maastricht. De firma wijzigde in Nederland haar naam in Veolia Transport en keerde via een goederentreindienst met koolzaadolie- en kolentransport en het winnen van een OV-aanbesteding terug op het Nederlandse spoor. De activiteiten op het spoor zijn ondergebracht in Veolia Rail.
Hoewel Lovers Rail maar kortstondig heeft bestaan, is er veel discussie geweest over de wenselijkheid van dit soort directe concurrentie op het spoor. Nadat Lovers Rail zich had teruggetrokken, is besloten dat de NS tot 2006 als enige het recht had om reizigerstreinen op het hoofdrailnet te laten rijden, zodat directe concurrentie toen voorlopig niet meer voorkwam.

## Treindiensten
- Kennemerstrand Expres tussen Amsterdam en IJmuiden (1996-1998)
- Keukenhof Expres tussen Amsterdam, Lisse en Leiden (1998-1999)
- Optio tussen Amsterdam en Haarlem (1998-1999)